# Касинівка
Каси́нівка (в минулому — Чистопіль, Касьянівка) — село в Україні, у П'ятихатській міській громаді Кам'янського району Дніпропетровської області.
Населення — 152 мешканці.

## Географія
Село Касинівка знаходиться на відстані 1,5 км від села Осикувате і за 4,5 км від міста П'ятихатки. Поруч проходить залізниця, станції 79 км за 1 км і Касинівка за 2 км.

## Історія
За даними на 1859 рік у власницькому селі Чистопіль (Касьянівка) Верхньодніпровського повіту Катеринославської губернії існувало 85 дворів, у яких мешкало 355 осіб (174 чоловічої статі та 181 — жіночої).
1908 року населення колишнього власницького села Комісарівської волості зросло до 668 осіб (363 чоловіків та 325 жінок), налічувалось 108 дворових господарств.

## Населення

### Мова
Розподіл населення за рідною мовою за даними перепису 2001 року:
| Мова            | Відсоток |
| --------------- | -------- |
| українська      | 94,8 %   |
| російська       | 4,8 %    |
| інші/не вказали | 0,4 %    |